# Segismundo Martínez Álvarez
Segismundo Martínez Álvarez, S.D.B. (Acebes del Páramo, 23 de fevereiro de 1943 - Corumbá, 21 de abril de 2021) foi um bispo católico espanhol, Bispo emérito de Corumbá.

## Biografia
Entrou na ordem dos Salesianos em 16 de agosto de 1961 e foi ordenado padre em 2 de julho de 1972. Em 7 de dezembro de 2004, foi apontado como bispo de Corumbá, sendo o primeiro acebeño a chegar a esta dignidade da Igreja. Foi consagrado em 30 de janeiro de 2005 por Dom Mílton Antônio dos Santos.
Sua renúncia ao governo da Diocese foi aceita pelo Papa Francisco em 19 de dezembro de 2018.
Faleceu por complicações do COVID-19, em Corumbá, em 21 de abril de 2021.